# حیادر
آل دارم یکی از طوایف بزرگ عرب در استان خوزستان می‌باشد. وسعت این طایفه به عراق نیز می‌رسد. مردم این طایفه در اهواز، سوسنگرد، بستان، حمیدیه، رامشیر وماهشهر و چند شهر دیگر خوزستان زندگی می‌کنند. تعداد جمعیت آنها حدود ۲۰۰۰۰ نفر تخمین زده می‌شود. این طایفه به چندین عشیره بزرگ از جمله البوسعید، البوحژی، شرمان، البو کریم والحرادنه آل کثیرکه در رامشیر و هندیجان مستقر هستند تقسیم شده که هر عشیره شیخ مستقل خود را دارد.